# Agentes de demolición no explosivos
Los agentes de demolición no explosivos son productos químicos que sirven como alternativa a los explosivos y a los productos de voladura a presión de gas en la demolición, la minería y la explotación de canteras. Para utilizar agentes de demolición no explosivos en la demolición o en la explotación de canteras, se perforan agujeros en la roca base de la misma manera que se haría con explosivos convencionales. Se vierte una mezcla de lodo compuesta por el agente de demolición no explosivo y agua en los agujeros perforados. Durante las próximas horas, el lodo se expande, agrietando la roca de manera similar a lo que ocurriría con explosivos convencionales.
Los agentes de demolición no explosivos ofrecen muchas ventajas, entre ellas que son silenciosos y no producen vibración como lo haría un explosivo convencional. En algunas aplicaciones, los explosivos convencionales son más económicos que los agentes de demolición no explosivos. En muchos países, estos están disponibles sin restricciones, a diferencia de los explosivos, que están altamente regulados.
El ingrediente activo suele ser hidróxido de calcio, conocido como "cal apagada", mezclado con un poco de cemento Portland y posiblemente modificadores.
Estos agentes son mucho más seguros que los explosivos, pero deben usarse siguiendo las indicaciones para evitar explosiones por vapor durante las primeras horas después de su colocación.

## Tipos de agentes
Los agentes de demolición no explosivos son una alternativa a los explosivos en demolición, minería y canteras. Ofrecen muchas ventajas, como seguridad, facilidad de uso y rentabilidad. Algunos ejemplos de agentes de demolición no explosivos son:
- Rocanegra: Un agente de demolición sin explosivos que permite demoliciones relativamente precisas sin necesidad de condiciones o equipos especiales.[2]
- Dexpan: Un agente de demolición no explosivo que puede agrietar y partir hormigón y rocas de forma segura y silenciosa, al tiempo que proporciona un agrietamiento silencioso. Es seguro, fácil y rentable.[3]

- Lechada Expansiva: Un cemento con una sorprendente fuerza expansiva de 18.000 PSI cuando se mezcla con agua. También se conoce como agente de demolición no explosivo Dexpan.[4]

- GeoBreak: Un agente de demolición no explosivo que rompe rocas expansivas que es una alternativa a los explosivos en demolición, minería y canteras. Ofrece muchas ventajas.[5]

- Crackamite: Un agente de demolición sin explosivos que permite una rotura segura, insonora y sin temblores de rocas, piedra y hormigón sin necesidad de condiciones o equipos especiales.[6]

## Aplicaciones
| Aplicación                            | Parámetro     | Parámetro                      | Parámetro                   | Parámetro               | Cantidad de uso (kg/m3) |
| ------------------------------------- | ------------- | ------------------------------ | --------------------------- | ----------------------- | ----------------------- |
| Aplicación                            | Abertura (mm) | Espaciado entre orificios (cm) | Espaciado de la matriz (cm) | Profundidad del taladro | Cantidad de uso (kg/m3) |
| Roca blanda                           | 30-45         | 30-50                          | 30-50                       | H                       | 8-10                    |
| Roca de dureza media                  | 30-45         | 25-40                          | 20-35                       | 1.05H                   | 10-15                   |
| Granito duro                          | 35-45         | 20-40                          | 20-30                       | 1.05H                   | 18-20                   |
| Corte de rocas                        | 30-40         | 20-35                          | 50-80                       | H                       | 5-15                    |
| Hormigón sin refuerzo y rocas grandes | 35-50         | 20-30                          | 25-35                       | 0.9H                    | 8-15                    |
| Hormigón armado                       | 30-45         | 15-25                          | 15-25                       | H                       | 15-25                   |

Existen muchas patentes que describen agentes de demolición no explosivos que contienen CaO, SiO2 y/o cemento.